# Troglodiplura
Troglodiplura — рід мігаломорфних павуків родини Anamidae. Включає 5 видів.

## Поширення
Ендеміки Австралії. Мешкають у печерах у долині Налларбор в Західній Австралії та Південній Австралії.

## Таксономія
Рід окреслений у 1969 році на основі описання типового виду Troglodiplura lowryi. У 1985 році рід віднесений до родини Nemesiidae, а у 1993 році перенесли до родини Dipluridae. У 2020 році будо описано ще чотири види, а рід перенесено до родини Anamidae.

## Види
- Troglodiplura beirutpakbarai Harvey & Rix, 2020
- Troglodiplura challeni Harvey & Rix, 2020
- Troglodiplura harrisi Harvey & Rix, 2020
- Troglodiplura lowryi Main, 1969
- Troglodiplura samankunani Harvey & Rix, 2020